# Фінал Кубка Стенлі 2011

Логотип

Фінал Кубка Стенлі 2011 (англ. Stanley Cup Finals) — 118-й загалом фінал Кубка Стенлі та сезону 2010—2011 у НХЛ між командами Бостон Брюїнс та Ванкувер Канакс. Фінальна серія стартувала 1 червня в Ванкувері, а фінішувала 15 червня там само. 
У регулярному чемпіонаті бостонці фінішували третіми в Східній конференції набравши 103 очка, а ванкуверці посіли перше місце в Західній конференції.
Це був шостий фінал (з моменту останньої перемоги у фіналі) для «Флайєрс» та п'ятий після останньої перемоги у 1961 для «Блекгокс».
«Ванкувер» двічі брав участь у фіналі Кубка Стенлі та обидва рази програвав серію, востаннє в 1994 «Нью-Йорк Рейнджерс». Для бостонців це вісімнадцятий фінал, п'ять останніх вони програли, а здобували Кубок Стенлі востаннє в далекому 1972. 
У фінальній серії перемогу здобули «Бостон Брюїнс» 4:3. Приз Кона Сміта (найкращого гравця фінальної серії) отримав воротар «Брюїнс» Тім Томас.

## Шлях до фіналу
| Східна конференція      |          |                     |                   |                                              |
| Стадія                  | Суперник | Суперник            | Загальний рахунок | Результати матчів                            |
| Чвертьфінал конференції | 6        | Монреаль Канадієнс  | 4 : 3             | 0:2, 1:3, 4:2, 5:4 (ОТ), 2:1 (2ОТ), 1:2, 4:3 |
| Півфінал конференції    | 2        | Філадельфія Флайєрз | 4 : 0             | 7:3, 2:1 (ОТ), 5:1, 5:1                      |
| Фінал конференції       | 5        | Тампа-Бей Лайтнінг  | 4 : 3             | 2:5, 6:5, 2:0, 3:5, 3:1, 4:5, 1:0            |

| Західна конференція     |          |                   |                   |                                             |
| Стадія                  | Суперник | Суперник          | Загальний рахунок | Результати матчів                           |
| Чвертьфінал конференції | 8        | Чикаго Блекгокс   | 4 : 3             | 2:0, 4:3, 3:2, 2:7, 0:5, 3:4 (ОТ), 2:1 (ОТ) |
| Півфінал конференції    | 5        | Нашвілл Предаторс | 4 : 2             | 1:0, 1:2 (2ОТ), 3:2 (ОТ), 4:2, 3:4, 2:1     |
| Фінал конференції       | 2        | Сан-Хосе Шаркс    | 4 : 1             | 3:2, 7:3, 3:4, 4:2, 3:2 (2ОТ)               |

## Арени
| Ванкувер          | Бостон            |
| ----------------- | ----------------- |
| Роджерс-арена     | Ті-Ді-Гарден      |
| Місткість: 18 810 | Місткість: 17 565 |
|                   |                   |

## Серія
| 1 червня 2011 17:00 | Ванкувер Канакс | 1 : 0 (0:0, 0:0, 1:0) | Бостон Брюїнс | Роджерс-арена, Ванкувер Глядачів: 18 860 |

| Протокол             | Протокол       | Протокол  | Протокол  | Протокол |
| -------------------- | -------------- | --------- | --------- | -------- |
|                      | Роберто Луонго | Голкіпери | Тім Томас |          |
| Раффі Торрес (59:41) |                |           |           |          |
|                      |                |           |           |          |
|                      |                |           |           |          |

| 4 червня 2011 17:00 | Ванкувер Канакс | 3 : 2 (ОТ) (1:0, 0:2, 1:0, 1:0) | Бостон Брюїнс | Роджерс-арена, Ванкувер Глядачів: 18 860 |

| Протокол                                                                  | Протокол       | Протокол                               | Протокол  | Протокол |
| ------------------------------------------------------------------------- | -------------- | -------------------------------------- | --------- | -------- |
|                                                                           | Роберто Луонго | Голкіпери                              | Тім Томас |          |
| Александр Барроуз (12:12) Даніель Седін (49:37) Александр Барроуз (60:11) |                | (29:00) Мілан Лучич (31:35) Марк Реккі |           |          |
|                                                                           |                |                                        |           |          |
|                                                                           |                |                                        |           |          |

| 6 червня 2011 20:00 | Бостон Брюїнс | 8 : 1 (0:0, 4:0, 4:1) | Ванкувер Канакс | Ті-Ді-Гарден, Бостон Глядачів: 17 565 |

| Протокол | Протокол  | Протокол             | Протокол       | Протокол |
| --- | --------- | -------------------- | -------------- | -------- |
| | Тім Томас | Голкіпери            | Роберто Луонго |          |
| Ендрю Ференс (20:11) Марк Реккі (24:22) Бред Маршенд (31:30) Давід Крейчі (35:47) Даніель Пайє (51:38) Марк Реккі (57:39) Кріс Келлі (58:06) Майкл Райдер (59:29) |           | (53:53) Яннік Гансен |                |          |
| |           |                      |                |          |
| |           |                      |                |          |

| 8 червня 2011 20:00 | Бостон Брюїнс | 4 : 0 (1:0, 2:0, 1:0) | Ванкувер Канакс | Ті-Ді-Гарден, Бостон Глядачів: 17 565 |

| Протокол                                                                           | Протокол  | Протокол  | Протокол                    | Протокол |
| ---------------------------------------------------------------------------------- | --------- | --------- | --------------------------- | -------- |
|                                                                                    | Тім Томас | Голкіпери | Роберто Луонго Корі Шнайдер |          |
| Річ Певерлі (11:59) Майкл Райдер (31:11) Бред Маршенд (33:29) Майкл Райдер (43:39) |           |           |                             |          |
|                                                                                    |           |           |                             |          |
|                                                                                    |           |           |                             |          |

| 10 червня 2011 17:00 | Ванкувер Канакс | 1 : 0 (0:0, 0:0, 1:0) | Бостон Брюїнс | Роджерс-арена, Ванкувер Глядачів: 18 860 |

| Протокол              | Протокол       | Протокол  | Протокол  | Протокол |
| --------------------- | -------------- | --------- | --------- | -------- |
|                       | Роберто Луонго | Голкіпери | Тім Томас |          |
| Максим Лап'єр (44:35) |                |           |           |          |
|                       |                |           |           |          |
|                       |                |           |           |          |

| 13 червня 2011 20:00 | Бостон Брюїнс | 5 : 2 (4:0, 0:0, 1:2) | Ванкувер Канакс | Ті-Ді-Гарден, Бостон Глядачів: 17 565 |

| Протокол                                                                                            | Протокол  | Протокол                                   | Протокол                    | Протокол |
| --------------------------------------------------------------------------------------------------- | --------- | ------------------------------------------ | --------------------------- | -------- |
| | Тім Томас | Голкіпери                                  | Роберто Луонго Корі Шнайдер |          |
| Бред Маршенд (5:31) Мілан Лучич (6:06) Ендрю Ференс (8:35) Майкл Райдер (9:45) Давід Крейчі (46:59) |           | (40:22) Генрік Седін (57:34) Максим Лап'єр |                             |          |
| |           |                                            |                             |          |
| |           |                                            |                             |          |

| 15 червня 2011 17:00 | Ванкувер Канакс | 0 : 4 (0:1, 0:2, 0:1) | Бостон Брюїнс | Роджерс-арена, Ванкувер Глядачів: 18 860 |

| Протокол | Протокол       | Протокол                                                                                  | Протокол  | Протокол |
| -------- | -------------- | ----------------------------------------------------------------------------------------- | --------- | -------- |
|          | Роберто Луонго | Голкіпери                                                                                 | Тім Томас |          |
|          |                | (14:37) Патріс Бержерон (32:13) Бред Маршенд (37:35) Патріс Бержерон (57:16) Бред Маршенд |           |          |
|          |                |                                                                                           |           |          |
|          |                |                                                                                           |           |          |

| Володар Кубка Стенлі 2011  |
| -------------------------- |
| Бостон Брюїнс шостий титул |

## Володар  Кубка Стенлі
| Володар Кубка Стенлі: Бостон Брюїнс | Воротарі: Туукка Раск, Тім Томас Захисники: Джонні Бойчук, Здено Хара (К), Ендрю Ференс, Томаш Каберле, Адам Макквейд, Денніс Зайденберг Нападники: Патріс Бержерон, Грегорі Кемпбелл, Натан Гортон, Кріс Келлі, Давід Крейчі, Мілан Лучич, Бред Маршенд, Даніель Пайє, Річ Певерлі, Марк Реккі, Майкл Райдер, Марк Савар, Тайлер Сегін, Шон Торнтон Головний тренер: Клод Жульєн Генеральний менеджер: Пітер К'яреллі |